# 李崇 (固安侯)
李崇（？—？），范陽郡人，北燕北魏時代官員。
前燕大臣李績之子。擔任北燕吏部尚書、石城郡太守。432年（延和元年）、北魏太武帝進攻和龍，李崇率十数郡降伏北魏，受到太武帝的礼遇，稱呼他為「李公」。在北魏擔任平西将軍、北幽州刺史，受固安侯的爵位。81歲去世。諡號襄侯。

## 子女
- 李恭（長子、字元順、成周郡太守）
- 李瓘（字元衡、營丘郡太守、固安侯、平西将軍）
- 李訢
- 李璞

## 傳記資料
- 《魏書》卷46 列傳第34
- 《北史》卷7 列傳第15